# 金鳥赫蕉
金鳥赫蕉（学名：Heliconia rostrata），為赫蕉科赫蕉属下的一種多年生宿跟草本植物。原生於南美洲亞馬遜河流域當中，現今世界熱帶地區均有廣泛栽培。因花序形態又名垂花赫蕉、垂花蝎尾蕉、金嘴蝎尾蕉。

## 命名
金鳥赫蕉拉丁文學名中屬名Heliconia是以位在希臘中部的山脈「赫利孔山」（古希臘語：Ἑλικών、英語：Helicon）之名締造而成。
希臘神話中，赫利孔山是阿波羅（Apollō）和文藝女神繆斯（Muses）的聖山。赫蕉屬植物外形與香蕉(Musas p.)近似，因此借用音相近的女神之名繆斯（Muses）的住所來命名。種小名rostrata則是「尖嘴的」的意思。

## 形態
金鳥赫蕉因具有看似香蕉的大型葉片，曾經被歸類在芭蕉科（Musaceae）或旅人蕉科（Strelitziaceae）之內。
金鳥赫蕉引人注目的焦點在於它那一串串的豔麗花序。紅色鑲黃、綠邊緣的花苞由基部往先端逐步展開，呈互生排列，左右對稱。一串花序可有20枚以上的花朵。但真正的花並不明顯，幾乎被美麗的苞片整個地包裹於內。

## 用途
金鳥赫蕉因植株較為巨大，高可達5、6公尺，主要作為庭院景觀，較少盆栽。花序常做為切花使用。

## 圖片

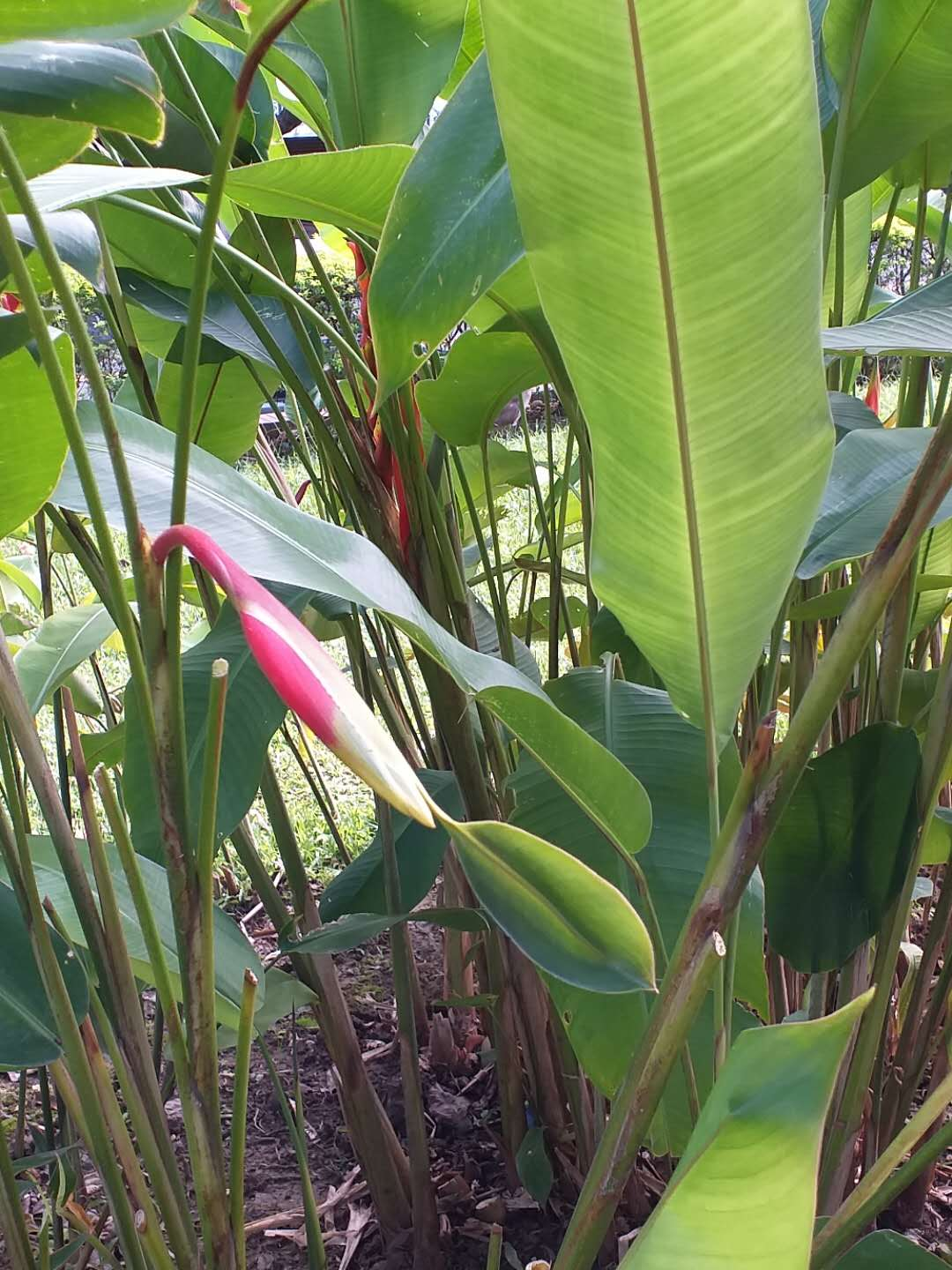
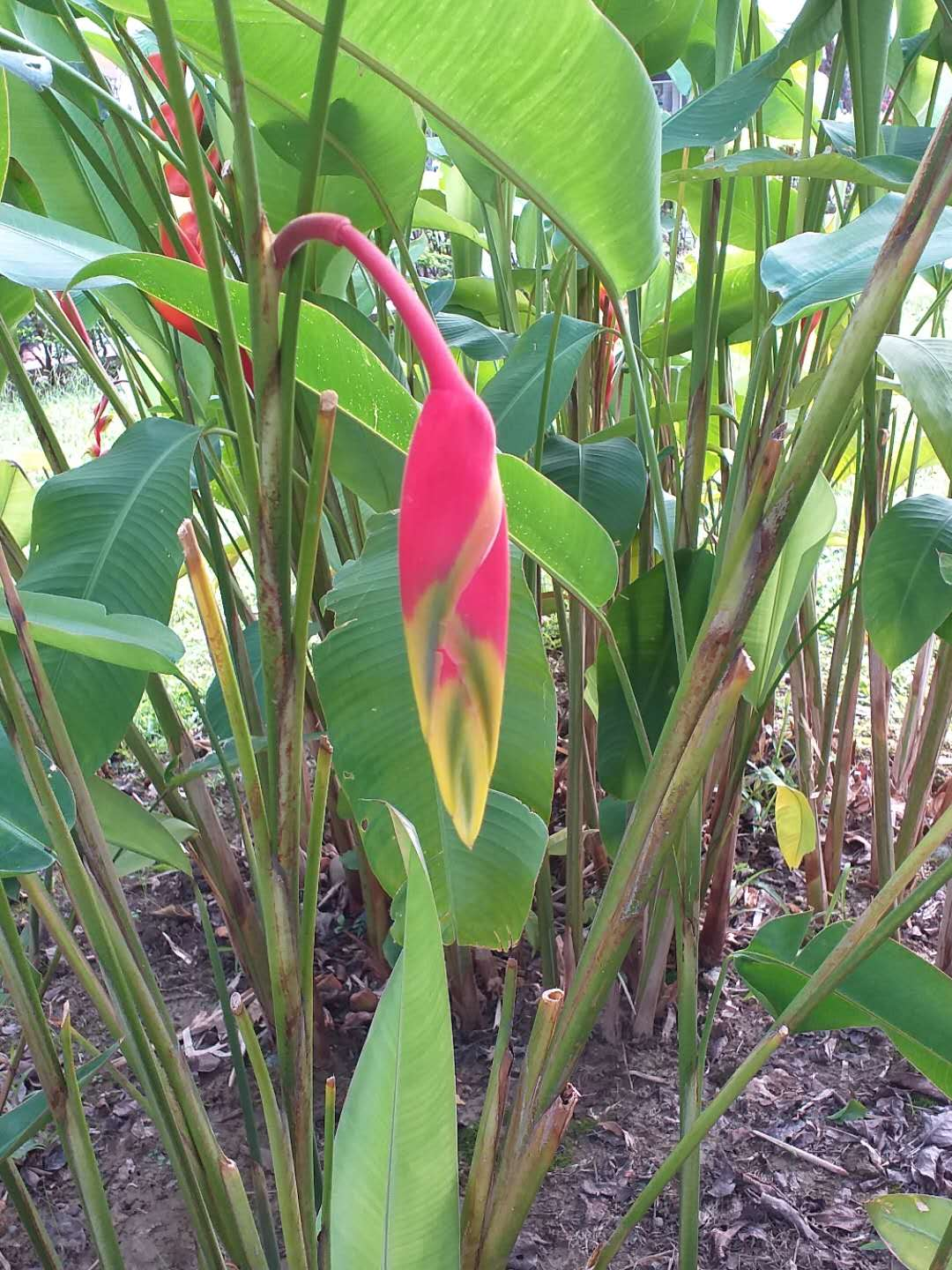
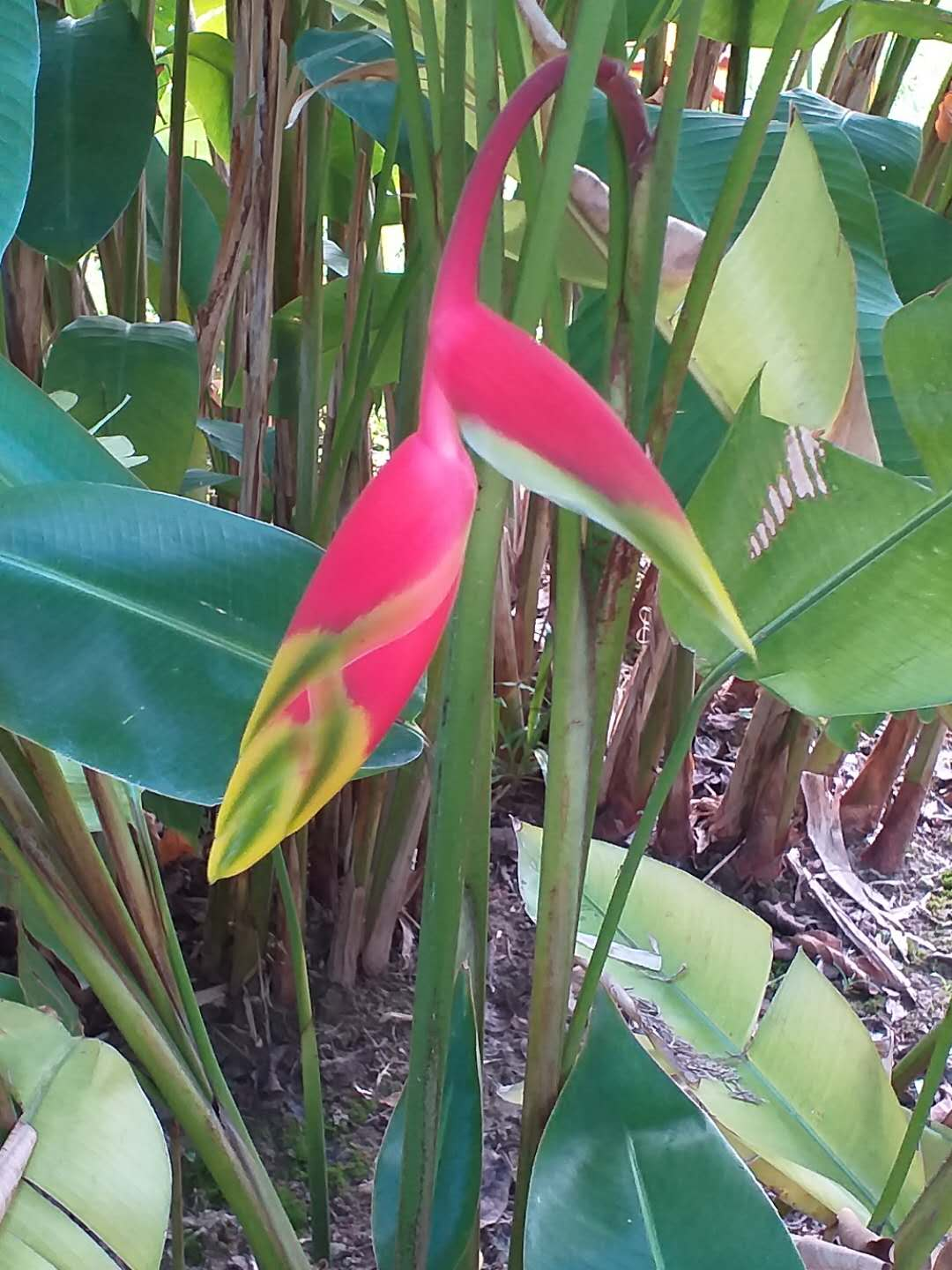
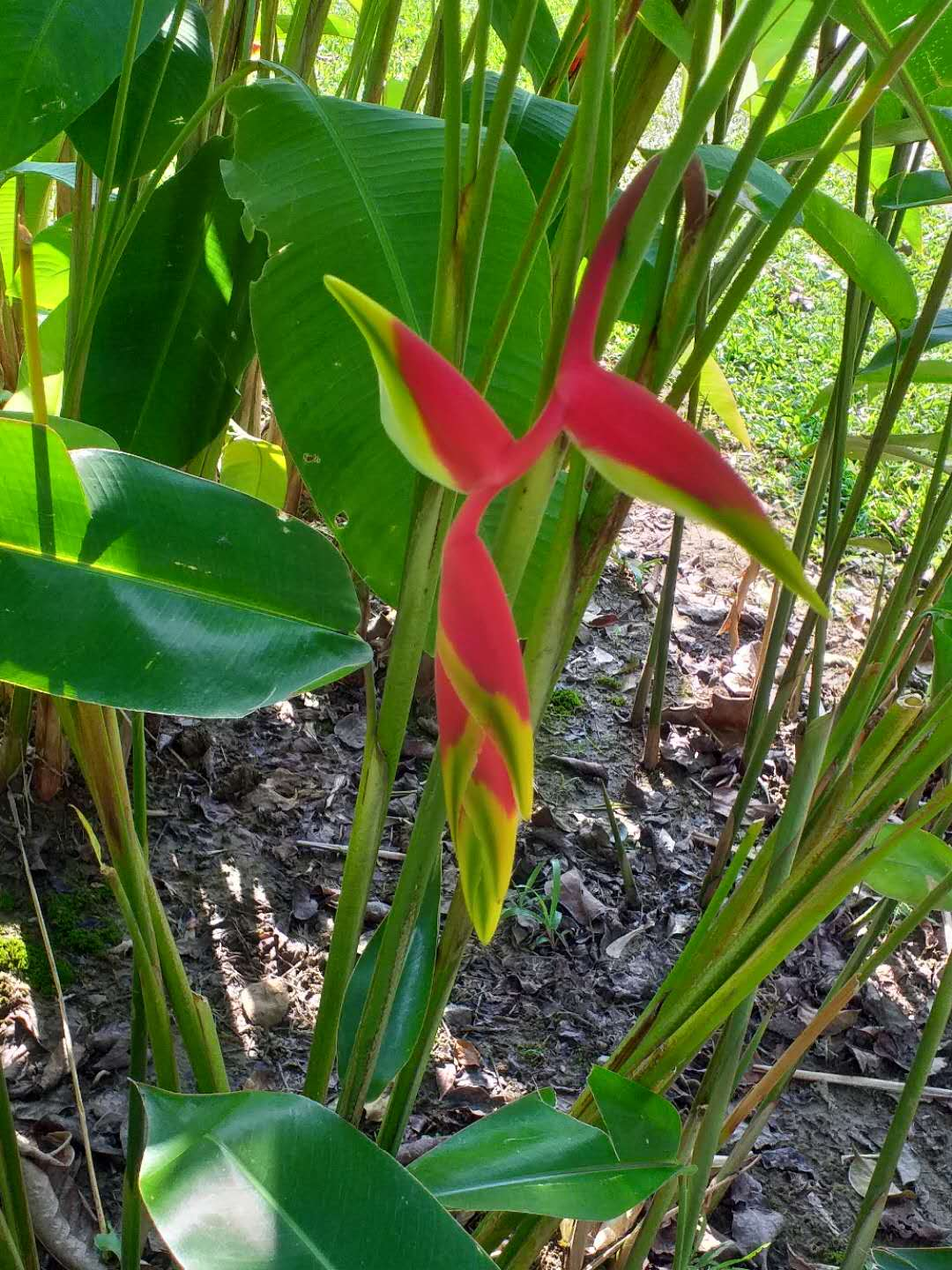
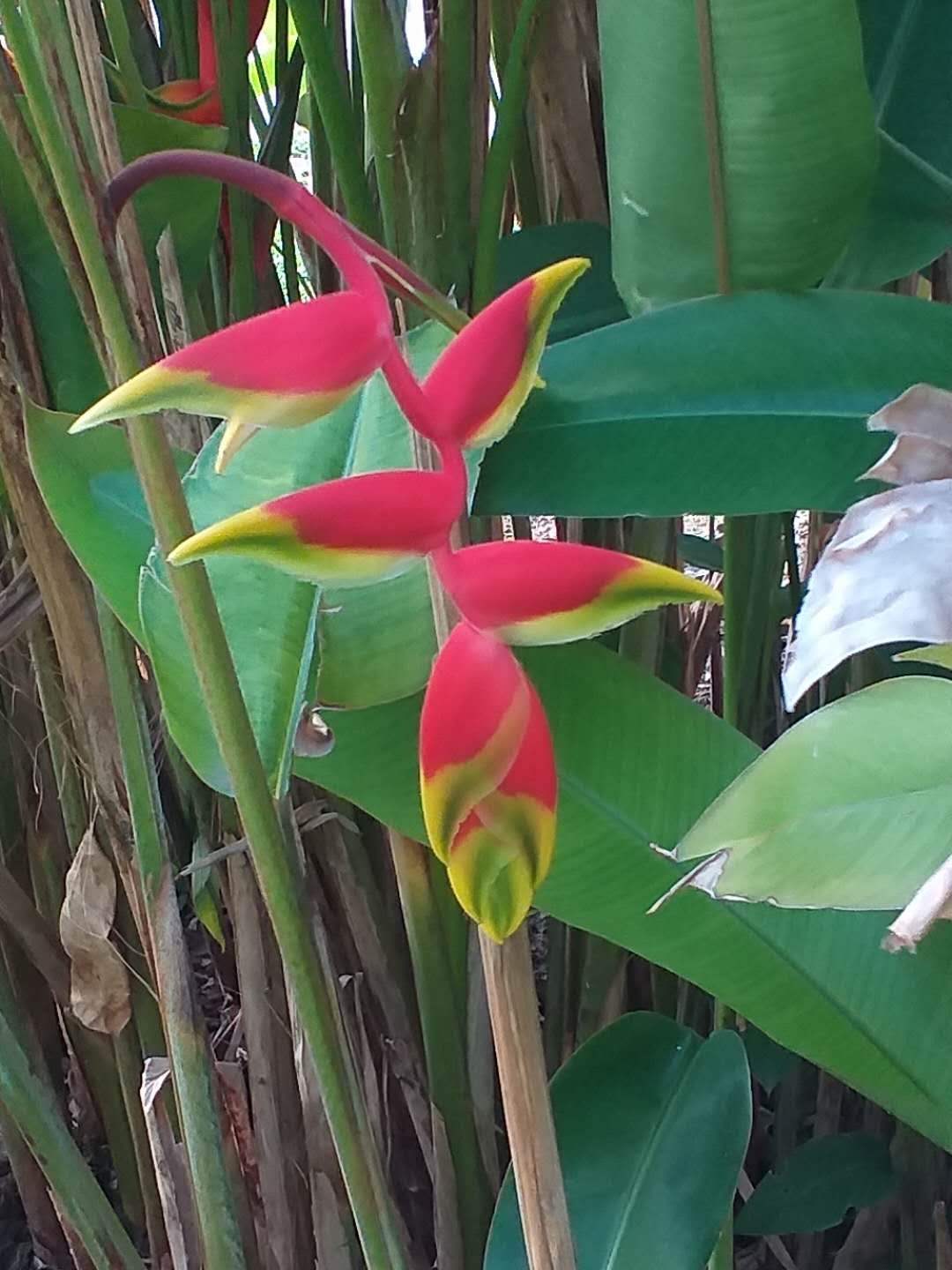

## 引文出處
1. 1 2 3 4  . （原始内容存档于2019-08-24）.

## 扩展阅读
- 維基物種上的相關：金鳥赫蕉
- 维基共享资源上的相關多媒體資源：金鳥赫蕉